# Тактика (военное дело)
Та́ктика (др.-греч. τακτικός «относящийся к построению войск», от τάξις «строй и расположение») — составная часть военного искусства, включающая теорию и практику подготовки и ведения боя соединениями, частями (кораблями) и подразделениями различных родов войск (сил) видов вооружённых сил и специальных войск на суше, в море, воздухе (космосе) и информационном пространстве, а также военно-теоретическая дисциплина.
Тактика включает в себя набор воинских приёмов для победы в единоборстве, стычке или деле, и бою, в то время как стратегия — для победы в сражении, битве (генеральном сражении), и позднее военном конфликте и войне в целом. Тактика охватывает изучение, разработку, подготовку и ведение всех видов и типов боевых действий: наступления, обороны, встречного боя, тактических перегруппировок и так далее. В Вооружённых силах России (а ранее — Союза ССР, Российской Империи), в военном деле, тактика занимает подчинённое положение по отношению к оперативному искусству и военной стратегии. Оперативное искусство определяет задачи и направление развития тактики с учётом тактических возможностей соединений и частей, характера и особенностей их действий. Под влиянием изменений способов ведения военных действий, вызванных принятием на вооружение войск (сил авиации и флота) ядерного оружия и усовершенствованных обычных средств поражения, взаимосвязь и взаимозависимость между стратегией, оперативным искусством и тактикой становятся более многогранными и динамичными. Тактическое ядерное оружие позволяет тактическому командованию проявлять известную самостоятельность в выборе способов боевых действий и быстрее добиваться успехов, которые обусловливают достижение оперативных результатов. В то же время стратегическое и оперативное командование нанесением мощных ядерных ударов по важным объектам и крупным группировкам войск (сил) противника может решать крупные стратегические (оперативные) задачи и создавать благоприятные условия для выполнения тактических задач. Некоторые применяют слово «тактика» во всевозможных гражданских делах.

## История
В развитии этих вопросов видна строгая последовательность, определяемая исторической эволюцией в жизни народов. Тенденция и формы военного искусства древнейших народов (Древнего Китая, индусов, египтян, вавилонян, ассириян и др.) в последнем периоде их исторической жизни (сражение при Фимвре, 541 до н. э.) были такими же, как у классических народов (греков и римлян), а последние подходили к военному делу так же, как и современные нам новые народы. Порядок развития идей и форм у тех и других совершенно одинаков, что заставляет прийти к убеждению в закономерности этих явлений, в возможности существования законов войны.
История показывает, что самые замечательные явления в области тактики, вообще высшее состояние военного искусства, совпадают со временем высшего состояния культуры. Для творчества в области тактики необходимы хорошие в нравственном и физическом отношении офицеры и солдаты. Века гениальных полководцев есть в то же время века расцвета философии, наук и искусств.
Характер исторических народов высказывается в их тактическом творчестве неодинаково: здесь проявляется своего рода индивидуальность.
Морская тактика воспроизводит те же идеи, что и сухопутная; только в более простой обстановке — нет рельефа местности. Быстрота движения, сила артиллерии и мин, таран, непробиваемость важнейших частей судна для вражеских снарядов определяют его боевую способность.

...Ничто так не зависит от экономических условий, как именно армия и флот. Вооружение, состав, организация, тактика и стратегия зависят прежде всего от достигнутой в данный момент ступени производства и от средств сообщения. Не «свободное творчество ума» гениальных полководцев действовало здесь революционизирующим образом, а изобретение лучшего оружия и изменение солдатского материала...— «Фридрих Энгельс. Из книги Анти-Дюринг»

### Античность
Римляне проводили энергичный, но равномерный по всему боевому фронту удар. Только Юлий Цезарь применял вывезенные им из Греции идеи механической теории боя, но его искусство, просуществовав всего 30 лет, сошло с ним в могилу. Римлянам оно было непонятно. В развитии форм и способов боя наблюдается следующая последовательность: дело везде начинается с боя героев и их дружин, затем появляются небольшие армии, строящиеся в единую массу — фалангу наступательного характера, конницу ставят по флангам. С увеличением роста армии её начинают разделять для удобства движения (Ксенофонт в Греции, Марк Фурий Камилл в Риме). Заметив важность подготовки атаки метательным оружием, вводят лёгкие войска, начинающие бой (пелтасты у греков, велиты, антесигнаны у римлян). Для возможности повторения удара или восстановления боя появляется идея резерва (три линии легиона во 2-ю Пуническую войну, две линии у Гая Мария, общий резерв Александра Македонского, Юлия Цезаря).
К концу исторической жизни народов, в период их старости, замечается вырождение в формах и способах боя: большое пристрастие к бою метательным оружием, к занятию укрепленных позиций, склонность к обороне начинает преобладать (оборонительный строй египтян в битве при Фимвре, римский легион времён императоров, окруженный метательными машинами, македонская фаланга Персея).

### Развитие тактики в Средние века
Новые народы, основав государства на развалинах Рима и Греции, первое время ничего от них не заимствовали, начали развитие тактики заново и повторили в ней те же формы, которые когда-то применялись народами классической древности. Вследствие равнинного характера Средней Европе и некоторых особенностей культуры главным родом войск долгое время была рыцарская конница, пехота находилась при обозе. В борьбе швейцарцев и фламандцев за независимость зародилась пехота, способная бороться с рыцарями, причём она строилась в массивные колонны.

### Развитие тактики в Новое время
Одновременно с изобретением огнестрельного оружия, совпавшего с возрождением наук и искусств, европейские народы познакомились с идеями древнего военного искусства греков и римлян. Первыми применять их начали фламандцы, расчленив боевой порядок, подобно римскому, на три линии. Густав Адольф перешёл к двум, подобно Марию. Затем увлечение огнестрельным оружием в связи с системой вербовки вызвало линейный боевой порядок, при котором пехота вытягивалась в тонкие линии для стрельбы батальным огнём, а кавалерия строилась по флангам. Идея резерва, связанного с сильным ударом на пункте атаки, была почти забыта. Появлялась она иногда, в слабой форме, только у Фридриха Великого.
Французская революция вызвала полный переворот и в области тактики: были восстановлены во всей целости тактические идеи классического мира. Наполеон Бонапарт проявил себя величайшим классиком: он соединил в одно целое идеи механической теории боя греков (могущественные резервы боевого порядка, страшный coup de collier в решительный момент боя, употребление в массах всех средств боя: пехоты, конницы, огня) и идеи Рима (организация вольтижеров — наподобие велитов, молодой и старой гвардии — по подобию принципов и триариев римского легиона, две подготовки удара: огнём артиллерии издали и пехотными залпами и одиночными огнём с близкого расстояния).

### Российская империя
Русское военное искусство и в особенности тактика развивались независимо от Европы; особенность склада русской жизни и высокие качества русского солдата дали всему тактическому искусству русской армии своеобразный отпечаток: в России впервые появились полная свобода и разнообразие боевых форм и способов в ведении боя, кавалерия драгунского типа, полевая и конная артиллерия, стрелковый бой в сочетании с колоннами (ещё до французской революции). В войну 1877—1878 годов русская армия дала сильный толчок развитию европейской тактики.

### Мировые войны
Во время Первой мировой войны главной проблемой тактики стал прорыв позиционной обороны. Для этого использовали артиллерийскую подготовку атаки, групповую тактику пехоты, стали применять танки.  Во Второй мировой войне массово использовались танки, авиация (в том числе штурмовая, для непосредственной поддержки войск), применялись воздушно-десантные войска для захвата объектов в тылу противника.

## Современная тактика
Огневая мощь современных, даже нерегулярных, войск способна уничтожить всё в зоне огня. Поэтому защита своих подразделений от действенного огня противника является основной деятельностью на поле боя. В этот вид деятельности входят: препятствование разведке и наблюдению противника за своими подразделениями или их коммуникациями, защита своих подразделений путём окапывания или создания непробиваемых, или хотя бы не просматриваемых препятствий, подавления действенного огня противника своими огневыми средствами.
Современные вооруженные силы включают в себя различные рода войск, каждый из которых обладает своими недостатками и преимуществами. Совместное их использование компенсирует недостатки каждого из них.
В настоящее время войска часто прибегают к «бесконтактному бою», средства дальнего огневого поражения (авиация, ракетное оружие) позволяют поразить объекты противника в его глубоком тылу. Так стирается грань между фронтом и тылом. При этом вместо тотального физического уничтожения группировок противника зачастую стремятся уничтожить его ключевые объекты, дезорганизовать его системы  жизнеобеспечения.
Однако не следует переоценивать возможности крылатых ракет, ракет «воздух-земля» и тому подобного высокоточного оружия. Во-первых, применение такого оружия против целей в населённых пунктах приводит к жертвам среди мирных жителей. Во-вторых, каждая единица такого оружия весьма дорога. В третьих, противник может применить различного рода средства радиоэлектронного подавления, ложные цели, ловушки для защиты от такого оружия. В четвёртых, такое оружие малоэффективно против противника, действующего малыми высокомобильными группами. Между тем, в настоящее время преобладающим видом вооружённого конфликта является контрпартизанская война, в которой противник (партизаны) действует именно таким образом. Поэтому тактика действия пехотных подразделений, применяющих только стрелковое оружие, остаётся актуальной и в наше время.

## Тактические свойства местности
Тактические свойства местности — свойства местности, важные для военных действий.
В тактике рассматриваются пять основных свойств местности.
- Проходимость — способность местности быть преодолённой на том или ином классе машин в том или ином направлении.
- Простреливаемость — насколько свободно местность простреливается из разных видов оружия.
- Маскировка — насколько хорошо можно маскировать солдат и технику на местности.
- Оборонные свойства — насколько местность помогает обороняющемуся.
- Обзор — насколько хорошо видны манёвры противника.